# Santa María (Ribero)
Pour les articles homonymes, voir Santa Maria.
Santa María est l'une des cinq paroisses civiles de la municipalité de Ribero dans l'État de Sucre au Venezuela. Sa capitale est Santa María.